# Condado de Nowy Tomyśl
O Condado de Nowy Tomyśl (polaco: powiat nowotomyski) é um powiat (condado) da Polónia, na voivodia da Grande Polónia. A sede do condado é a cidade de Nowy Tomyśl. Estende-se por uma área de 1011,67 km², com 71 737 habitantes, segundo o censo de 2005, com uma densidade de 70,91 hab/km².

## Divisões admistrativas
O condado possui:
Comunas urbana-rurais: Lwówek, Nowy Tomyśl, Opalenica, Zbąszyń
Comunas rurais: Kuślin, Miedzichowo
Cidades: Lwówek, Nowy Tomyśl, Opalenica, Zbąszyń

## Demografia
População (dados de 30 de Junho de 2005):
|          | Total   | Total | Mulheres | Mulheres | Homens  | Homens |
| -------- | ------- | ----- | -------- | -------- | ------- | ------ |
|          | pessoas | %     | pessoas  | %        | pessoas | %      |
| Total    | 71 737  | 100   | 36 806   | 51,3     | 34 931  | 48,7   |
| Cidades  | 34 650  | 100   | 18 098   | 52,2     | 16 552  | 47,8   |
| Povoados | 37 087  | 100   | 18 708   | 50,4     | 18 379  | 49,6   |